# Шер Мухаммад
Шер Мухаммад (чагат. شیر محمد خان‎) — хан Могулистана с 1421 по 1425 год.

## Биография
Происходил из династии Чингизидов. Сын Мухаммад-хана, властителя Могулистана. После смерти отца в 1415 году получил часть владений, вероятно, в Семиречье. В 1420 году восстал против своего племянника Увайса, хана Могулистан. На сторону Шер Мухаммада перешло влиятельное тюрко-монгольское племя дуглатов. Также помощь оказал Улугбек, правитель Тимуридов в Мавераннахре. В 1421 году Шер Мухаммад победил соперника и завладел троном. Взамен он признал превосходство Улугбека, и в 1422 году поступился владениями в долинах рек Чу и Талас.
Впрочем, вскоре он стал проводить политику, направленную на получение независимости от Тимурнидов. В 1425 году открыто выступил против Улугбека, отказавшись выдать военнослужащего, сбежавшего из Ферганы. При этом пытался снова восстановить власть в Хотане. Основные боевые действия велись в долине реки Чу, где войска Шер Мухаммада дважды потерпели поражение. Впоследствии боевые действия шли у озера Иссык-Куль и в долине реки Или. Впрочем, попытки Шер Мухаммада исправить военную кампанию в свою пользу не имели успеха. В результате значительная часть Могулистана была разорена. Но Шер Мухаммад сумел сохранить власть.
Однако вскоре против него выступил бывший хан Увайс, который начал действовать у озера Лобнор. В том же году Шер Мухаммад был свергнут. Но он вёл борьбу за возвращение на трон в северо-западных районах до самой смерти в 1428 году.